# Sacy (Yonne)
Sacy (1801 noch mit der Schreibweise Sercy) ist eine Commune déléguée in der Gemeinde Vermenton mit 169 Einwohnern (Stand 1. Januar 2022) im Département Yonne in der Region Bourgogne-Franche-Comté
Die Gemeinde Sacy wurde am 1. Januar 2016 nach Vermenton eingemeindet. Sie hat seither den Status einer Commune déléguée.

## Geografie
Sacy liegt 25 Kilometer südöstlich von Auxerre und etwa 120 Kilometer nordwestlich von Dijon auf einem waldreichen Plateau zwischen den Flüssen Cure und Serein. Nahe dem Ortsteil Le Val du Puits im Süden der ehemaligen Gemeinde wird mit 284 m der höchste Geländepunkt erreicht. Nachbargemeinden von Sacy waren Lichères-près-Aigremont im Norden, Nitry im Osten, Joux-la-Ville im Süden, Lucy-sur-Cure im Südwesten und Vermenton im Westen.
Die Autoroute A6 (Paris-Lyon) tangiert den Nordzipfel der ehemaligen Gemeinde Sacy.

## Bevölkerungsentwicklung
| Jahr            | 1962 | 1968 | 1975 | 1982 | 1990 | 1999 | 2008 | 2013 |
| Einwohner       | 258  | 236  | 219  | 197  | 169  | 211  | 208  | 189  |
| Quelle: Cassini |      |      |      |      |      |      |      |      |

## Sehenswürdigkeiten
- Kirche Saint-Jean-Baptiste

## Persönlichkeiten
- Nicolas Edme Restif de la Bretonne (1734–1806), französischer Romancier
- Antoine-Isaac Silvestre de Sacy  (1758–1838), französischer Philologe und Orientalist
- Jacques Lacarrière (1925–2005), französischer Schriftsteller
- Jean-Paul Roussillon (1931–2009), französischer Schauspieler und Regisseur

## Belege
1. ↑  Ortsname auf cassini.ehess.fr
2. ↑  Sacy auf cassini.ehess.fr